# Heilig Sacramentskerk (Lommel)

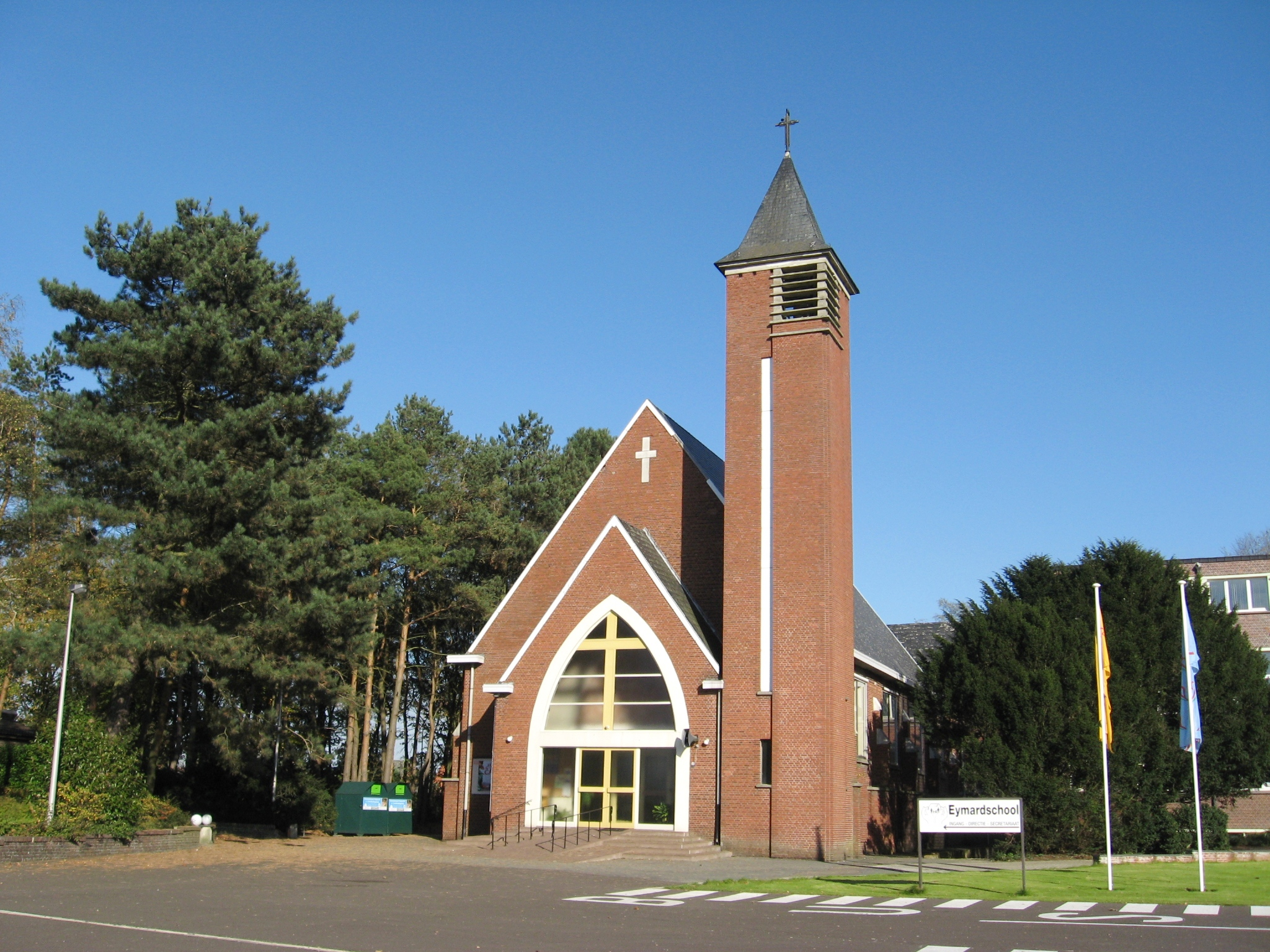
Heilig Sacramentskerk in 2007

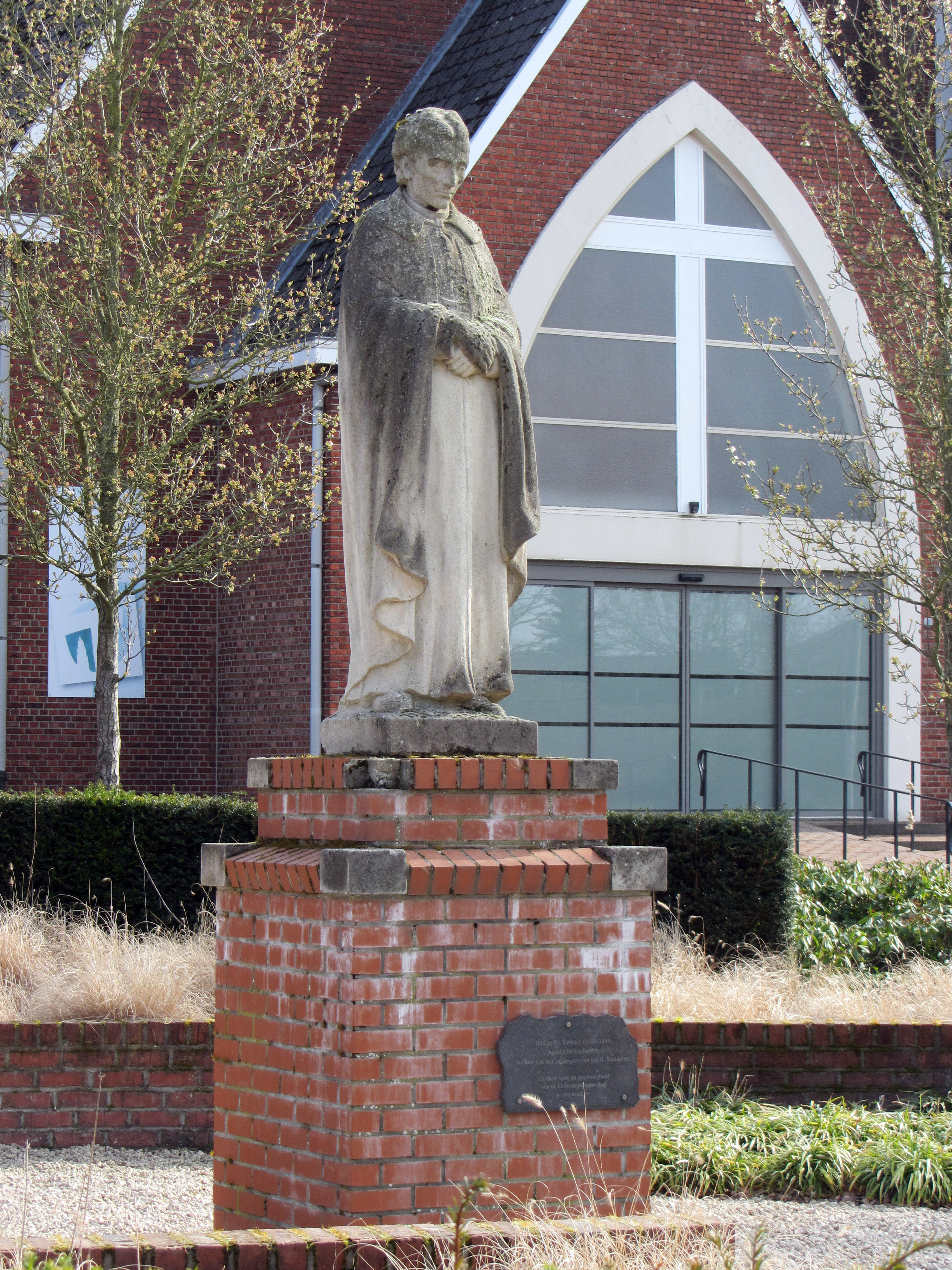
Standbeeld van Heilige Pierre-Julien Eymard in 2024

De Heilig Sacramentskerk is de parochiekerk van de Lommelse wijk Kattenbos, gelegen aan de Oude Diestersebaan.
Deze zaalkerk werd in 1938-1939 gebouwd als kloosterkerk voor het Klooster Kattenbos. Architect was L. Huybrechts.
Deze kerk diende vanouds tevens als parochiekerk, en werd in 2000 definitief aan de parochie overgedragen. Het bakstenen gebouw is uitgevoerd in moderne gotiek en vertoont gelijkenis met de Antonius van Paduakerk te Barrier. Het is zaalkerk onder zadeldak, met een lagere ingangspartij en een aangebouwde, vierkante zuidwesttoren, gedekt met tentdak. Vensteromlijstingen en dergelijke versieringen zijn uitgevoerd in beschilderd beton.
De voorwerpen in het interieur zijn voornamelijk uit de tijd van de bouw en iets jonger. Er is een Verschueren-orgel uit 1973.
Links voor de kerk staat een standbeeld van de Heilige Pierre-Julien Eymard.
In januari 2023 sloot de kerk definitief de deuren. 